# Mar Arranz Boyero
Maria del Mar Arranz Boyero (Barcelona, 15 de juliol de 1981) és una exjugadora de voleibol catalana.
Receptora, començà a practicar el voleibol amb nou anys i es formà a les categories inferiors del RCD Espanyol. Posteriorment, debutà amb el Winterthur Barcelona a la Superlliga Femenina la temporada 1999-00. Al llarg de la seva carrera esportiva, competí amb diversos equips estatals, Club Voleibol Albacete (2001-03), Club Voleibol Sanse (2003-06), Club Voleibol Benidorm (2006-08), Club Voleibol Aguere (2008-09). Club Voleibol Tenerife (2009-10). També jugà amb el Saint-Raphaël Var Volley-Ball (2008-09) de la Superlliga francesa. L'estiu de 2010 fitxà pel Nuchar Eurochamp Murillo de la Superlliga Femenina 2, amb el qual aconseguí l'ascens a la primera divisió aquella mateixa temporada. També aconseguí un subcampionat de la Copa de la Reina (2012) i el tercer lloc de la Lliga estatal. La temporada 2012-13 fitxà pel Club Voleibol Vall d'Hebron, també de la Superlliga Femenina 2. En el seu primer any guanyà la Copa de la Princesa, aconseguí l'ascens a la primera divisió i fou escollida MVP de la fase regular. A la segona temporada, jugà en la posició d'atacant i fou escollida MVP de la primera volta de la Superlliga. Degut a dificultats econòmiques del club barcelonès, es retirà de la competició al final de la temporada 2013-14. Posteriorment, exercí d'entrenadora de l'equip sènior masculí de l'AE Sàndor Cornellà, de la Primera catalana. Fou internacional amb la selecció espanyola de voleibol en quaranta-cinc ocasions i també ha competit amb la selecció catalana.

## Palmarès
- 2 Superlligues Femenines 2 de voleibol (2010-11, 2012-13)
- 1 Copa de la Princesa de voleibol (2012-13)